# Commelina barbata
Commelina barbata là một loài thực vật có hoa trong họ Commelinaceae. Loài này được Lam. mô tả khoa học đầu tiên năm 1791.